# Stichopogon kerzhmeri
Stichopogon kerzhmeri är en tvåvingeart som beskrevs av Pavel Lehr 1975. Stichopogon kerzhmeri ingår i släktet Stichopogon och familjen rovflugor. Inga underarter finns listade i Catalogue of Life.